# Histoire du Piémont
Le Piémont, aujourd'hui région frontalière avec la France et la Suisse, est peut-être une des régions italiennes les plus influencées par ses pays voisins. De nombreuses puissances et surtout la France convoitent cette position stratégique aux pieds des Alpes car il constitue la clef d'accès à l'Italie.

« La principauté du Piémont [...] peut être appelée, en raison des guerres continuelles et sanguinaires qu'elle a connues, la Flandre de l'Italie. »

— Giovanni Andrea Pauletti
À partir du XIIIe siècle la principauté du Piémont est créée de toutes pièces par la maison de Savoie qui domine la région. Après que Emmanuel-Philibert de Savoie transfère la capitale de la Savoie de Chambéry à Turin et la réduction de leur territoire à l'ouest des Alpes, la dynastie tourne alors son regard vers l'Italie, menant le pays jusqu'à l'unité italienne. 

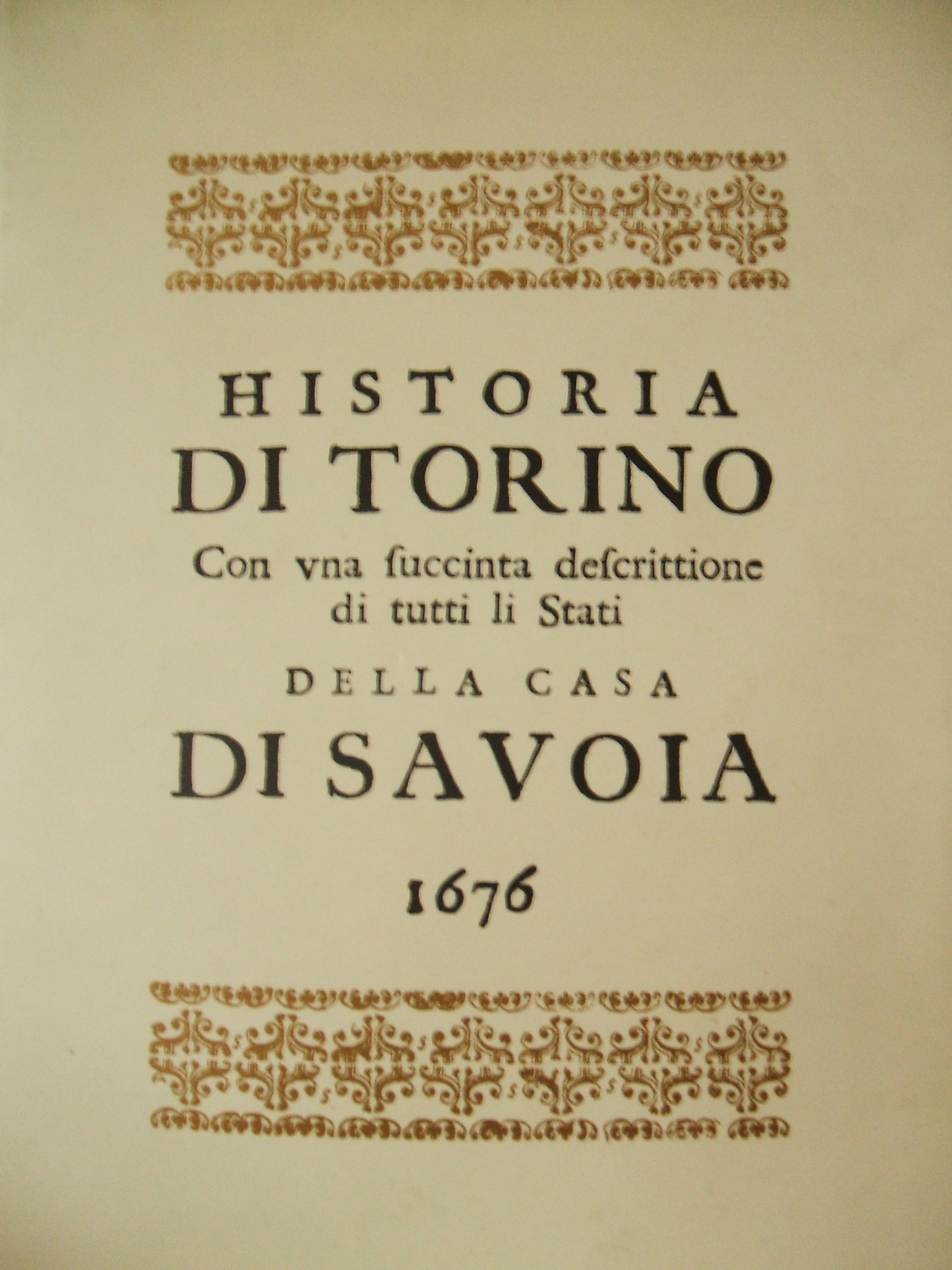
La couverture de lHistoria di Torino e degli Stati di Casa Savoia, rédigée en 1676 par Giovanni Andrea Pauletti en honneur du duc Victor-Amédée II de Savoie.

## Préhistoire et Antiquité

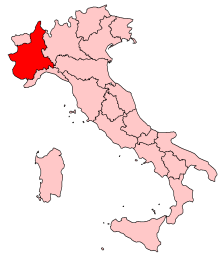
Le Piémont actuellement

Les premières présences dans la région qu'on appelle aujourd'hui Piémont, littéralement ad pedem montium (au pied des monts), remontent au néolithique, elles résultent d'outils retrouvés à proximité de Alba, Ivrée et dans le val de Suse.
Le territoire est par la suite habité par les  Ligures implantés dans une grande partie de la Gaule cisalpine et par d'autres peuples de racine ligure-gaulois, dont les Taurins, les Graiocèles, les Bagienni et les  Salasses. Une grande variété de populations vit d'élevage aux pieds des montagnes et de pêche le long des grands cours d'eau. Il semble même que la cité de Turin ait surgi à l'époque romaine non loin d'un emplacement taurisque dont il aurait pris le nom, en effet le nom romain de Turin est Julia Augusta Taurinorum, donc des Taurins.

## L'époque romaine
Les Romains arrivent dans la région au IIe siècle av. J.-C., en -143 Appius Claudius bat les Salasses dans la vallée de la Doire baltée, préparant la fondation de la colonie romaine de Eporedia (aujourd'hui Ivrée), alors qu'en -101 Caius Marius bat, à proximité de  Roddi lors de la bataille de Verceil, les Cimbres.
C'est seulement à l'époque de Jules César, lors de la campagne gauloise, que naît la cité romaine de Turin, entre-temps les Salasses sont définitivement soumis avec l'occupation de  Augusta Pretoria (l'actuelle Aoste). Le reste du Piémont constitué surtout de zones montagneuses est conquis seulement par Auguste.
Le Piémont est divisé entre la Gaule cisalpine et les provinces romaines des Alpes Cottiae, Alpes Maritimes et des Alpes Poenninae.
Les Romains fondent quelques-unes des principales cités piémontaises: outre Turin et Ivrée, on trouve  Asti, Alba, Acqui Terme, Novare, Verceil. Les  dimensions de ces cités n'étaient pas très importantes, en règle générale, ces bourgs sont créés par les Romains afin de servir de camps retranchés, de là, la forme carrée qui caractérise le centre de ces cités et c'est seulement par la suite qu'elles hébergent des civils en nombre généralement limité.
À la fin de l'époque romaine, en 402, la bataille de Pollentia oppose  Stilicon aux troupes des Wisigoths dans la plaine autour de Bra.

## Le haut Moyen Âge
Dans les premières années qui suivent la chute de l'Empire romain d'occident, la région passe sous le contrôle de royaumes barbares : d'abord sous la domination de Odoacre puis il est conquis par les Burgondes et les  Ostrogoths. Au milieu du VIe siècle, les Byzantins libèrent la région de la domination barbare alors que se termine la guerre des Goths et  les Goths sont totalement soumis. Cependant en 568, une nouvelle population barbare arrive, les Lombards, les cités romaines se rendent sans opposer de résistance mettant fin à la brève domination de l'Empire byzantin. Certains des nouveaux maîtres lombards implantés en Italie septentrionale accèdent au sommet du pouvoir du nouveau royaume dont la  capitale est Pavie: parmi eux, Agilulf constitue un personnage notoire étant l'un des premiers duc de Turin.
C'est de cette période que date la subdivision du territoire en duchés avec les duchés de Turin, d'Asti et de San Giulio ainsi que la fondation de nombreux monastères comme l'abbaye de la Novalaise et la rédaction de certaines règles juridiques et administratives importantes.
La position stratégique de la région est encore plus évidente au Moyen Âge, Charlemagne comprend la nécessité de s'approprier la région pour conquérir le royaume lombard de  Didier de Lombardie. La bataille qui se déroule près de la Chiusa di San Michele est décisive pour le roi franc, les Lombards vaincus, il pénètre en profondeur dans le territoire, rejoignant Turin puis Pavie.

### Les invasions sarrasines
Une longue période de paix est interrompue à partir du IXe siècle par les incursions des pirates sarrasins provenant des côtes de la Ligure et elles marquent profondément l'histoire de la région.
Les pillards qui proviennent principalement de l'Espagne et de la Provence ont établi leur base principale à Fraxinet. Ils arrivent rapidement à saccager Asti et Suse, terrorisant la population et rendant le commerce par voie de terre au sein des vallées alpines peu sûr. Entre 912 et 920, l'abbaye de la Novalaise est saccagée alors que  Oulx est rasée. Les moines de la Novalaise se réfugient à Turin.
Les Sarrasins sont utilisés par le roi d'Italie Hugues d'Arles contre son rival Bérenger II, et en 973 ceux de Fraxinet sont chassés par l'action conjointe du roi d'Italie, du comte de Turin et du comte de Provence.

### La division en marches

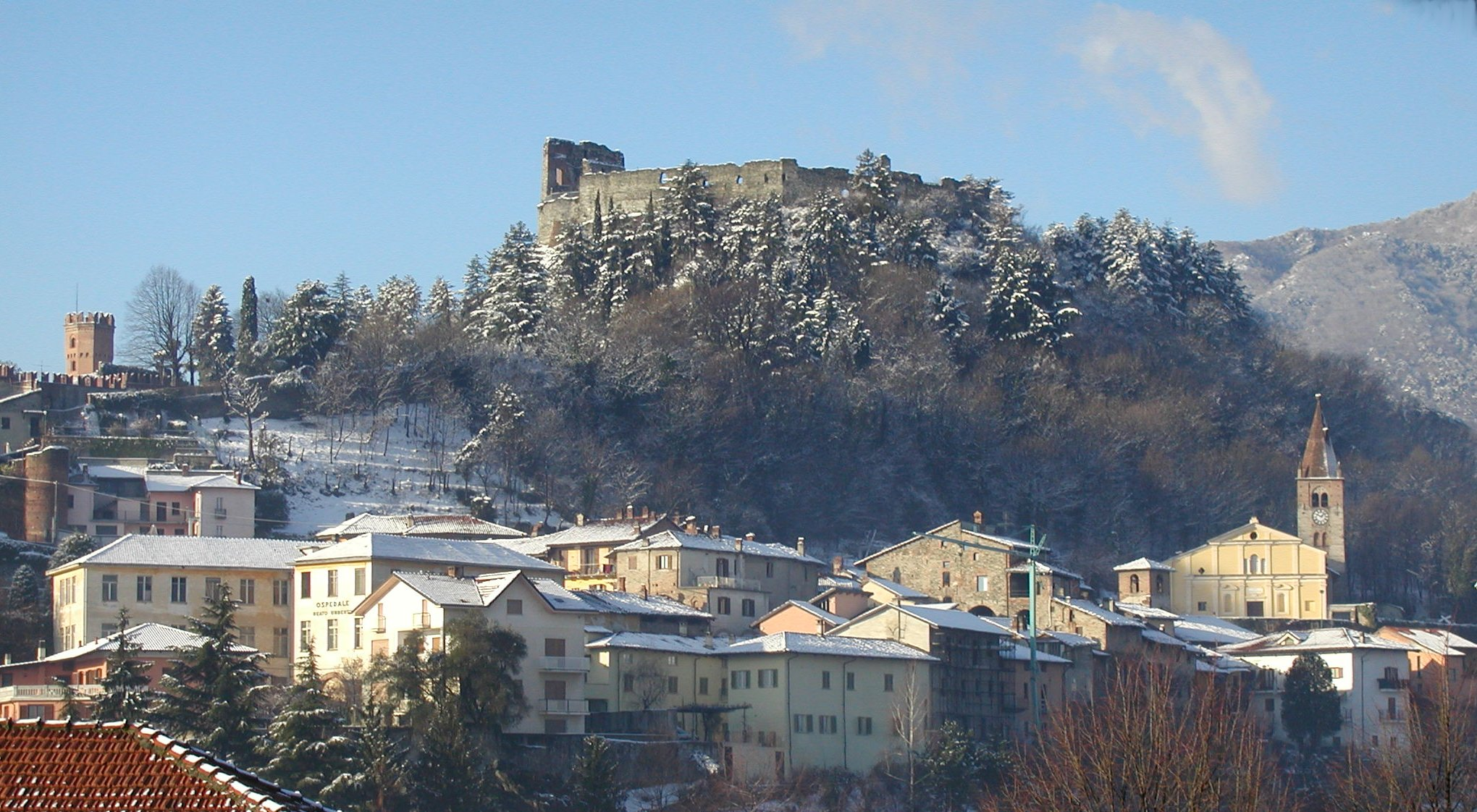
Les restes du château de Avigliana

Le Piémont, intégré dans l'Empire carolingien, est d'abord divisé en trois régions administratives franques aux frontières incertaines et par la suite dans la grande marche d'Ivrée dirigée par la maison d'Ivrée. C'est une puissante famille féodale, d'origine franque, dont le premier membre est Anschaire Ier. Devenu trop puissant pour les équilibres régionaux, en  926, la marche d’Ivrée est démembrée par le roi d'Italie Hugues d'Arles. Trois nouvelles marches apparaissent qui prennent leurs noms de leurs fondateurs: 
- la Marche Alérame
- la Marche des Obertenghi
- la Marche des Arduin.

Les nouvelles familles créent leur chef-lieu dans des cités importantes, comme à Savone pour les Alérame.
Au cours de cette période, il n’y a pas encore de distinction entre le Piémont et la Ligurie et le nom de Piémont ne désigne qu’une zone comprise entre le Tanaro et les Alpes cottiennes, il n'acquiert son nom qu’au XVe siècle.
Les grands seigneurs des marches piémontaises sont Arduin d’Ivrée et Oldéric-Manfred II, seigneur de Turin, qui tentent sans succès d’étendre leur domaine par les armes. Les descendants d’Arduin conservent la marche des Arduin, à Adélaïde de Suse, fille de Oldéric, il reste Turin et Suse où la marquise s’établit. À la suite du mariage contracté avec Othon Ier de Savoie, Adélaïde unit ses territoires piémontais avec ceux alpins en Savoie de son mari que sa famille possédait depuis le règne de Humbert Ier. Avec cette acquisition, la dynastie savoyarde commence à envisager son expansion dans le Piémont.

## La naissance des communes
Au XIIIe siècle, on assiste à une véritable renaissance de la région. De nombreux bourgs prennent de l’essor avec l’avènement des communes libres. Parmi les plus puissantes, on peut citer Alba, Asti, Chieri, Ivrée, Novare, Turin, Tortona et Verceil.

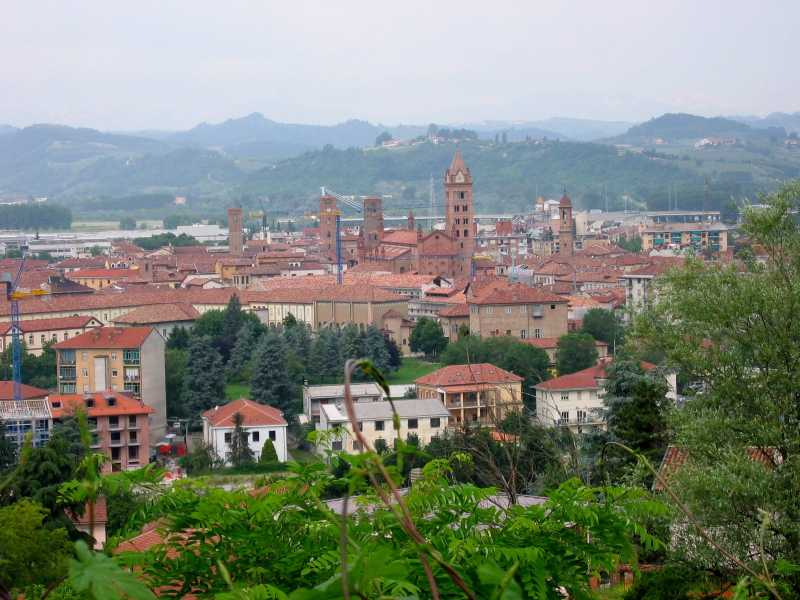
Alba, une des plus importantes communes piémontaises.

En 1162, quand Milan est saccagée par les milices de Frédéric Barberousse, de nombreuses communes piémontaises entrent elles aussi dans la ligue lombarde qui a pour objectif la défaite de l’empereur allemand.
La première ville à entrer dans la ligue est Ivrée. Beaucoup d’autres suivent son exemple au cours des années suivantes, toutes désireuses d’élargir leur domaine au détriment des vassaux de Frédéric, comme le marquis Guillaume V de Montferrat qui doit céder face à la forte alliance des communes.
En l’honneur du pape Alexandre III, qui a beaucoup œuvré contre la menace gibeline, les communes lombardes fondent, dans un emplacement stratégique entre les rivières  Tanaro et Bormida, une nouvelle ville construite pour défier l’empereur allemand : Alexandrie.
En 1174 Frédéric descend pour la cinquième fois en Italie. Après avoir saccagé Suse, il se rend dans la Plaine du Pô et assiège Alexandrie. La ville soutient un long siège et réussit à faire lâcher prise aux envahisseurs qui seront par la suite battus lors de la bataille de Legnano.
L’importante défaite ne change pas le panorama politique qui s’est créé dans le Piémont, d’un côté les villes appartenant à la ligue comme Ivrée, Novare, Verceil et Alexandrie, de l’autre, celles qui soutiennent l’Empire: Chieri, Casale, Turin et Tortona en particulier. La lutte entre ces villes s’éternise souvent en raison des visées expansionnistes  des seigneurs alérames de Montferrat et Saluces (Saluzzo).

## Montferrat, Saluces et les marquisats Alérame
La naissance de ces marquisats, qui marquent profondément l’histoire piémontaise, est due à Alérame de Montferrat, la légende veut qu’il ait épousé la fille de l’empereur  Otton Ier du Saint-Empire. Alérame aurait reçu d’Otton les terres qu’il aurait réussi à parcourir à cheval en trois jours. Cette zone est le Montferrat, et Alérame reçoit le titre de marquis en 967.
En réalité le domaine alérame est beaucoup plus vaste que le Montferrat: il s’étend jusqu’au Pô et à la Ligurie centre-occidentale avec comme centre de pouvoir principal Savone.
Alérame est probablement le fils d’un grand seigneur féodal de la région, Guillaume, dont on connaît peu de chose. Boniface del Vasto, petit-fils de Alérame et seigneur de Savone est beaucoup plus connu, il procède à une importante extension territoriale, non seulement dans le Piémont mais dans d’autres zones d’Italie dont la Toscane. Il partage ses vastes domaines entre ses trois fils donnant naissance aux principaux potentats du Piémont. Parmi ceux-ci, les plus importants sont ceux de Montferrat et Saluces.
Dans le Montferrat, les marquis Guillaume V de Montferrat, Conrad, Boniface et les autres étendent de manière importante le pouvoir de leur État en consolidant la dynastie et en essayant de conquérir le Piémont méridional.
Guillaume V et Conrad participent à la troisième croisade, et Conrad devient l’héritier du trône du royaume de Jérusalem. La mort à l'improviste de Guillaume V et de Conrad permet à Boniface  de leur succéder, il devient roi de Thessalonique. Son règne est éphémère, en 1207, Boniface meurt en combattant les Bulgares. Guillaume VI  et Boniface II lui succèdent tour à tour.
L'apogée du pouvoir intervient sous le règne de Guillaume VII (1253 - 1296), qui devient aussi capitaine de Gênes et Milan. Capturé par les troupes d’Alexandrie, il est tué et son fils  Jean Ier (1296 - 1305), qui lui succède, meurt sans héritier.
Théodore Ier prend le contrôle du Montferrat, c’est un Paléologue de Constantinople, apparenté aux Alérame.
À Saluces, le pouvoir marquisal est moins marqué. Manfred Ier, le premier marquis est le fils ainé de Boniface del Vasto. Il obtient les territoires stratégiques de Saluces et quelques autres terres. Ses successeurs ne bénéficient pas de grands pouvoirs. La guerre civile qui oppose Manfred V à Frédéric Ier risque de détruire l’indépendance du marquisat.
La guerre civile finie, l’idée d’étendre l’hégémonie du marquisat sur tout le Piémont est abandonnée, Saluces devient un bourg florissant sous les règnes de Ludovic Ier et Ludovic II.
Parmi les autres seigneuries des Alérame qui apparaissent dans le Piémont méridional, on trouve les petits marquisats de Ceva et d’ Incisa.

## L'émergence des Savoie
Les Humbertiens, à l'origine des Savoie, sont originaires de la Maurienne, et c’est par le mariage entre Othon et Adélaïde de Suse qu’ils reçoivent en dot de vastes possessions en Italie du nord.
Les seigneurs s'attachent à contrôler les vallées alpines. Les territoires répartis sur les montagnes, sont délimités par des frontières vagues, difficiles à contrôler. Le comte Humbert III, qui accède au pouvoir à 12 ans, après le départ de son père Amédée III de Savoie pour les croisades, porte les titres de comte de Maurienne, de Savoie et de marquis d'Empire en Italie,.
Depuis qu’Humbert III a décidé de se détacher de l’influence du royaume de Bourgogne pour créer un État tourné vers l’Italie, les Savoie cherchent d’abord à se tenir éloignés de l’influence impériale puis ils doivent pactiser devenant ainsi leurs vassaux. Plus tard, suivant les intérêts du moment, Humbert se déclare ouvertement contre l’Empire, provoquant la réaction de Henri VI qui se rend en Italie et saccage Avigliana et Rivalta.
Les années suivantes sont marquées par les luttes entre Humbert III et le pouvoir épiscopal, particulièrement celui de Turin parce que favorisé par les empereurs successifs au détriment des Savoie alors que le fils d'Humbert III, Thomas Ier, cherche à mettre en œuvre une politique de conciliation envers l’Empire. Grâce aux règnes de Thomas et de son successeur Amédée IV, le pouvoir de la maison reste stable.
À la mort de  Amédée IV (1254), de sanguinaires luttes intestines débutent entre les nombreux fils du comte. Après quelques années, le territoire des Savoie est réunifié par Pierre II, défini par ses contemporains comme le « petit Charlemagne ». Sans succession directe, il laisse le pouvoir à son frère Philippe Ier.
Après les difficultés consécutives à la mort de Amédée V de Savoie, l’État retrouve son pouvoir grâce aux actions militaires de Amédée VI et Amédée VII surnommés respectivement « le comte Vert » et « le comte Rouge ». Amédée VII, en particulier, réussit à conquérir en 1388 un débouché vers la mer avec le comté de Nice qui devient le principal débouché maritime.
À signaler aussi, la branche de la famille Savoie-Achaïe, qui reçoit le titre de prince d'Achaïe en 1301, lors du mariage de Philippe Ier de Piémont avec Isabelle, héritière de la principauté, et y prétend jusqu’en 1418. La seigneurie s'étend alors sur une vaste zone autour de Pignerol, la capitale, et Fossano.

## LeXVesiècle
Le Moyen Âge voit apparaître de nombreuses hérésies, le Piémont est le berceau d’une des principales: les Dolciniens, qui prennent le nom de leur fondateur, Fra Dolcino. Bien qu’il cherche à adhérer à la pureté des premiers chrétiens, il se serait abandonné à des saccages et des assassinats vagabondant dans différentes villes de la région de  Biella  et de Novare selon l’auteur anonyme de “Historia fratis Dolcini eresiarchi”. L’évêque de Novare, Raniero Avogadro, est chargé par le pape Clément V d’organiser une espèce de croisade contre Dolcino, qui est capturé et condamné à mort en 1307.

Pendant le XVe siècle on assiste à la consolidation du pouvoir seigneurial au détriment des communes déjà en décroissance au siècle précédent, et surtout des évêques. Le pouvoir épiscopal qui tisse un réseau entre les différentes cités est mis de plus en plus à l'écart en raison de l'avancée des Savoie et de la consolidation des autres seigneuries, Montferrat et Saluces.
Le XVe siècle est aussi le siècle au cours duquel le Piémont crée ses frontières géographiques actuelles  qui se composent des trois États de l'époque. Dans la première moitié du XIVe siècle, les Visconti ont conquis Asti et Cherasco. Les Savoie en ces temps s'appuient sur le Milanais pour conquérir le Montferrat passé sous les Paléologue de Byzance et précipité dans la misère à la suite de la fin soudaine de la dynastie des Alérame. 

Théodore Ier de Montferrat hérite du fief de sa femme Violante, et il réussit à le garder sous son contrôle mais ses successeurs ne savent pas en faire autant et après l'expérience désastreuse de Otton III et la guerre qui se déclenche sous le règne d'un de ses successeurs, Jean-Jacques, l'État ne réussit pas à s'en remettre. En 1432 Jean-Jacques est contraint de signer une paix très avantageuse pour les Savoie, leur cédant une grande part des terres et se déclarant vassal.
Le règne de Théodore II est une parenthèse dans la phase le déclin du marquisat de Montferrat devenu pour quelque temps le maitre de Gênes et dont la puissance s’appuie sur le capitaine d'aventure Facino Cane qui, à la fin de la guerre, est récompensé en recevant Alexandrie, Novare et Tortona. Verceil est occupée par les troupes du duché de Montferrat et passe à la Savoie en 1427.
Les possessions des Visconti en décomposition, Amédée VIII de Savoie tente de les conquérir et de les annexer à ses propres fiefs. Il obtient en 1416 le titre ducal, il concède à son fils Ludovic le premier titre de Prince de Savoie, quant à lui, il monte sur le trône  pontifical en qualité d’antipape avec le nom de Félix V. Amédée concède aussi le premier système de statuts  (‘’Statuta Sabaudiae’’) en 1430.
Alors que les marquis de Montferrat commencent leur lent déclin, les marquis de Saluces connaissent, au XVe siècle, l’apogée de leur splendeur. Les marquis Ludovic Ier et Ludovic II ouvrent leur petite capitale aux arts. Ludovic Ier, qui souvent apparait comme médiateur dans les querelles piémontaises, donne au marquisat sa plus grande splendeur qui commence à décliner après les expéditions militaires de son fils Ludovic II et particulièrement après la mort de celui-ci.

## LeXVIesiècle
Au XVIe siècle l'unité territoriale du Piémont est de nouveau brisée. Déjà en 1494 le Piémont est traversé par les troupes de Charles VIII de France au cours d’une campagne italienne qui bouleverse la situation politique dans la péninsule.
Pendant la période à cheval entre le XVIe siècle et le XVIIe siècle, les Savoie aussi connaissent une période de difficultés bien qu’ils aient été jusqu’à cette période les seuls seigneurs à détenir encore un pouvoir consistant. Après la mort de Amédée VIII, le pouvoir passe à son fils Louis Ier, puis à son petit-fils Amédée IX. Celui-ci, homme de grande spiritualité au point d’être béatifié, est de santé fragile et meurt après un règne court. Ses successeurs se montrent peu enclin aux conquêtes territoriales, ne gouvernant souvent que quelques années.
En raison de la faiblesse des principales puissances piémontaises, la venue de Charles VIII d’abord et de Louis XII par la suite marque une période de crises. Pendant les guerres italiennes entre Espagnols et Français, ces derniers occupent la Savoie et la capitale du duché, Chambéry.
Le Piémont conquis par les Français en 1535-1536 est partiellement attribué à la France lors de la « Trêve de Nice » en juin 1538. Sept gouverneurs s'y succèdent alors :
- 18 février 1537 : Jean d'Humières
- 29 novembre 1537 : René de Montejean († 1539),
- fin avril 1539 : Guillaume du Bellay, seigneur de Langey († 1543),
- 28 septembre 1539 : Claude d'Annebault († 1552),
- 6 décembre 1543 : François de Bourbon († 1546), comte d'Enghien
- 4 octobre 1545  : Giovanni Caracciolo, († 1550),prince de Melfi
- 10 juillet 1550 : Charles Ier de Cossé, comte de Brissac

Il est restitué à Emmanuel-Philibert, qui reçoit de Philippe II le titre de Gouverneur des Pays-Bas. Emmanuel-Philibert bat les Français à Saint-Quentin en 1557  à la tête de l’armée espagnole et par la paix de Cateau-Cambrésis (2/3 avril 1559) se voit restituer le duché de Savoie. Il met alors en place une série de réformes de façon à organiser et centraliser autour de lui le Piémont. Il abolit de nombreux anciens privilèges fiscaux ainsi que le servage, il renforce les frontières et l’armée, la portant à un niveau important et participe avec sa flotte à la victorieuse bataille de Lépante, il cherche sans succès à annexer au Piémont le duché de Montferrat et celui de Saluces.  Chose assez importante, il comprend que le futur de la maison de Savoie n’est pas du côté français qui est désormais une puissante monarchie mais en Italie, il déplace donc la capitale de Chambéry à Turin en 1562.
À Turin, il fait édifier la citadelle, dont il ne reste aujourd’hui que la partie  centrale, cela a été  un système défensif fondamental qui sauvera le Piémont des invasions ennemies à plusieurs reprises.
Les tentatives d’Emmanuel-Philibert de conquérir le Saluces et le Montferrat sont possibles car  les territoires des deux petits États piémontais sont désagrégés.
En 1533, Jean-Georges, dernier Paléologue, meurt et sa succession donne lieu à une sévère  bataille diplomatique dont  Frédéric II Gonzague sort vainqueur, il devient donc marquis de Montferrat. Saluces, de son côté, abandonne  spontanément son indépendance à un conseil, chassant Gabriel del Vasto et se faisant annexer par la France. Ce sera Charles-Emmanuel Ier de Savoie qui réussira à récupérer le petit territoire par le traité de Lyon en 1601.

## LeXVIIesiècle
Charles-Emmanuel Ier de Savoie tente une politique de renforcement des États savoyards, prenant possession de Saluces (Saluzzo en italien) et voulant par la suite s’approprier quel qu'en soit le coût, le Montferrat, dont la succession provoque un conflit qu’Alessandro Manzoni évoque dans Les Fiancés (Voir Guerre de Succession de Mantoue).
Avec le traité de Cherasco en 1631 son successeur Victor-Amédée Ier réussit à conquérir une partie des territoires du Montferrat, mais doit céder aux Français la ville de Pignerol (Pinerolo en italien), qui depuis toujours est revendiquée par les deux nations en raison de sa place-forte, et qui est prise et reprise de manière répétée par les deux adversaires.
Les successeurs de Victor-Amédée Ier sont François-Hyacinthe, mort encore enfant, et Charles-Emmanuel II. Celui-ci fait preuve d’un esprit belliqueux, laissant augurer les prochaines visées expansionnistes piémontaises, qu’il ne réalisera par en raison de sa  mort prématurée. Il laisse son fils encore enfant, Victor-Amédée II sous la régence de  « Madame Royale », Marie-Jeanne-Baptiste.
Victor-Amédée II, prend le pouvoir à sa mère de manière assez autoritaire et il est au centre des affaires politiques qui le conduisent à devenir le premier roi de Sardaigne. À l’issue de désaccords avec Louis XIV, Victor-Amédée II doit faire face aux menaces de la France, et il est plusieurs fois vaincu dans la guerre franco-piémontaise de 1690-1696 au cours des batailles de Staffarda et  de La Marsaille (Voir aussi Invasion du Dauphiné en 1692). Il se range alors parmi les alliés du Roi Soleil avant d’alterner entre les différents camps au gré des opportunités.

## Du duché au royaume
Les Savoie interviennent activement dans les guerres dynastiques qui se déroulent sur le continent au XVIIIe siècle. Grâce à leur habileté politique, ils réussissent à étendre leurs possessions piémontaises :
- Paix d’Utrecht (1713): Victor-Amédée II de Savoie devient roi de Sicile, titre modifié en 1720 avec la couronne de Sardaigne.
- Paix de Vienne (1738): Charles-Emmanuel III de Savoie obtient la région de Novare et Tortona
- Traité d'Aix-la-Chapelle (1748): Charles-Emmanuel III  annexe le haut de la région de Novare et Vigevano, la frontière est déplacée sur le Tessin.

Victor-Amédée II subit alors la plus menaçante des invasions françaises en 1706 et qui peut-être se serait terminée en une désastreuse défaite sans l’arrivée du prince Eugène de Savoie avec ses troupes impériales pour défendre Turin assiégée depuis plus de trois mois. Le 7 septembre, la bataille qui se déroule sous les murs de la capitale est décisive pour le Piémont qui se voit libéré de ses ennemis français-espagnol  et qui, par le traité d’Utrecht de 1713, obtient la couronne du royaume de Sicile échangé par la suite avec celui de Sardaigne.
Le roi suivant de Sardaigne est Charles-Emmanuel III, qui au cours de son long règne participe aux deux guerres qui ensanglantent alors l’Europe : la guerre de Succession de Pologne et la  guerre de succession d'Autriche. Il obtient quelques avantages au cours du premier conflit et il est moins chanceux lors de la seconde guerre, voyant de nouveau ses États envahis par les Français. Il perd la bataille de la Madonne de l'Olmo et il réussit cependant à infliger une lourde défaite à ses ennemis français sur les hauteurs de l'Assietta le 19 juillet 1747 (aujourd'hui fête nationale du Piémont), ce qui lui permet de récupérer la pleine souveraineté sur le Piémont.

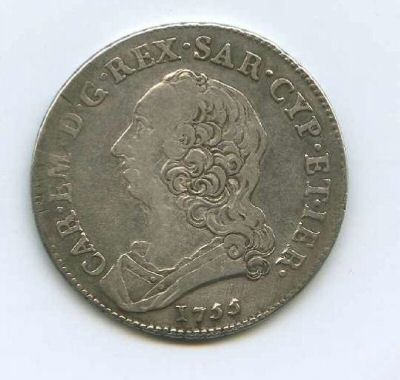
Monnaie de 1755 représentant Charles-Emmanuel III

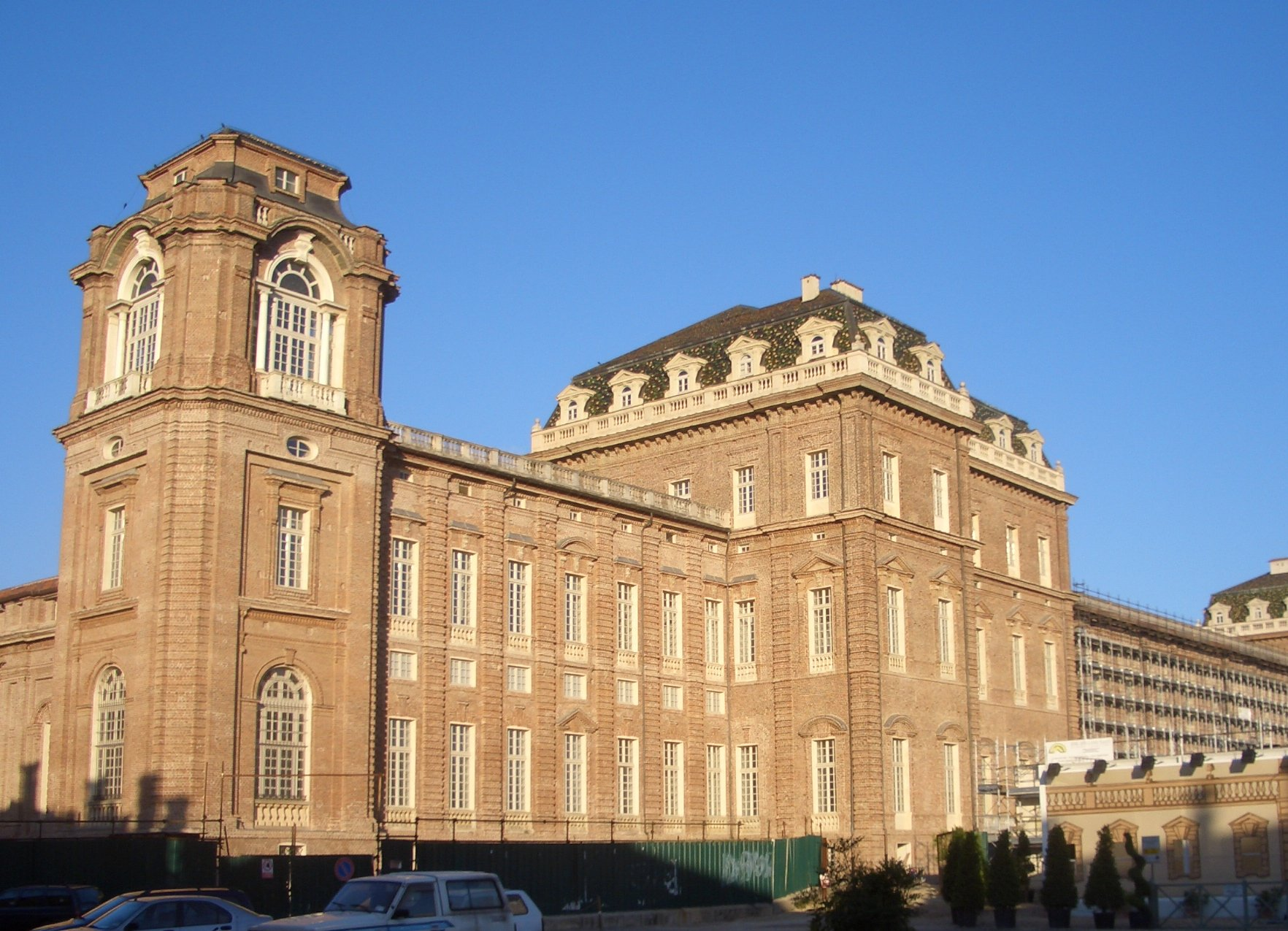
Le palais royal de Venaria Reale

Au cours de cette période, la cour turinoise atteint sa plus grande splendeur. Le prestige de la maison de Savoie est célébré après la bataille de Turin par la construction de la basilique de Superga et la reconstruction de la ville en style baroque et des églises d’une grande beauté dont par exemple San Lorenzo, Piazza Castello réalisée par l’architecte Filippo Juvarra qui est appelé à la cour. De nombreuses réceptions et fêtes ont lieu dans le Palais royal, dans le palais de Venaria Reale et dans le pavillon de chasse de Stupinigi, tous de véritables chef-d’œuvre artistiques.
L'« absolutisme réformateur » de Victor-Amédée II et Charles-Emmanuel III donne lieu à un important appareil militaire et bureaucratique, mais il n’est pas aussi productif d’un point de vue économique et culturel : il manque une grande bourgeoisie en mesure de promouvoir l’évolution de la société. Le commerce continue à être freiné par de nombreux droits de douane internes et l’orthodoxie catholique reste fermée à toute avancée réformatrice issue des Lumières.

## L'époque napoléonienne

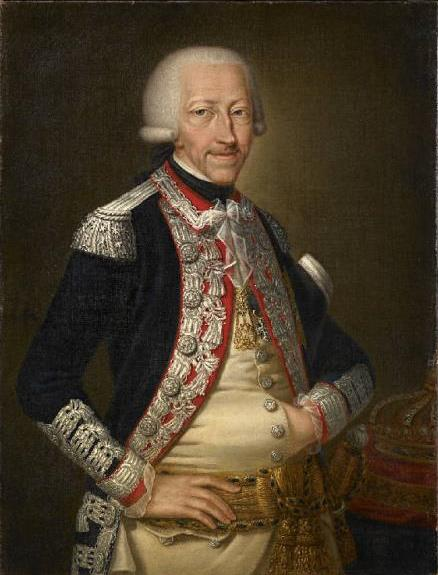
Victor-Amédée III de Sardaigne

Cette faiblesse contribue à faire chuter le régime du Piémont en raison d’une nouvelle invasion : celle causée par la Révolution française, en 1798. Les Français commandés par le jeune Napoléon Bonaparte marchent sur l’Italie contre les Habsbourg et pour cela, ils doivent traverser le Piémont. Le général français inflige à la milice de Victor-Amédée III de Sardaigne une cuisante défaite à  Millesimo, contraignant le roi Charles-Emmanuel IV, qui succède à Victor-Amédée III en 1796, à signer un traité à Cherasco dans lequel il consent le passage aux troupes de Napoléon et il cède de grands territoires en Savoie. De plus le roi doit abdiquer et déplacer sa cour en Sardaigne. 
15 mai 1796 est signé à Paris l’accord de paix définitif, en vertu duquel, Victor-Amédée III, roi de Sardaigne, duc de Savoie et prince de Piémont cède à la France le comté de Nice, le duché de Savoie, Tende et Beuil, en même temps qu’il garantit le libre passage sur son territoire aux troupes françaises.
Pendant la période de la campagne d’Égypte, les Français sont régulièrement battus par les Autrichiens. Mais en 1800, Napoléon vient de nouveau dans la plaine du Pô traversant les Alpes avec un objectif qui trouve ses ennemis non préparés. À Marengo, le combat décisif voit les Français vainqueurs.
La République cisalpine augmentée de Modène et des Légations, est créé entre 1797 et 1802
Pour la première fois en 1802, le Piémont est annexé à la France. Cette annexion sera une des causes de la rupture de la paix d'Amiens.
La domination napoléonienne contribue, d’un côté, à l’écroulement de l’industrie textile et du commerce avec l’étranger, et de l’autre, à l’entrée de beaucoup d’étrangers qui implantent leurs fabriques et leurs activités.

## La Restauration

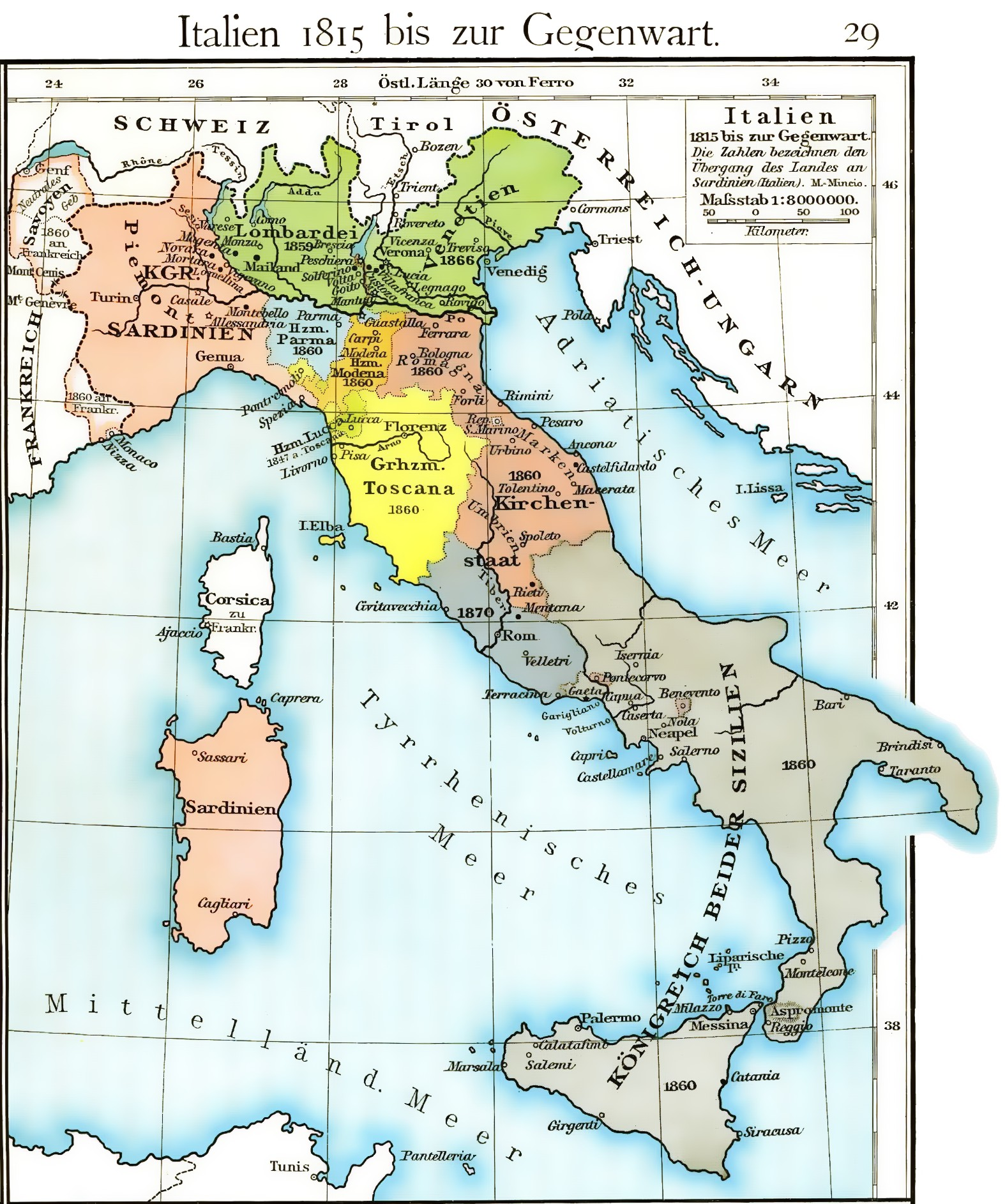
l'Italie à l’époque de la restauration; le royaume de Sardaigne est en rose

Après la chute de Napoléon Bonaparte en 1815, les vieilles dynasties chassées par les troupes françaises sont remises en place sur leurs trônes et parmi celles-ci les Savoie. En Sardaigne, après l’abdication en 1802 de Charles-Emmanuel IV de Sardaigne, Victor-Emmanuel Ier lui succède et il est placé sur le trône à Turin par le Congrès de Vienne en qualité de nouveau roi de Sardaigne.
Le Piémont au cours de ces années est traversé par des mouvements insurrectionnels. En 1821 les étudiants de l’Université de Turin affrontent les troupes envoyées par le roi pour arrêter l’occupation de l’institution. Toute la région est en effervescence et elle est difficile à contrôler parce que la révolte est secrètement soutenue par le prince Charles-Albert. Santorre di Santarosa, le chef des rebelles, rencontre le prince en cachette, obtenant son appui. Le 8 mars 1821 la révolte éclate à Alexandrie et s’étend rapidement jusqu’à Turin.  Victor-Emmanuel Ier  préfère abdiquer au profit de Charles-Félix alors qu’il se trouve à Modène. Charles-Albert assure la régence et proclame la constitution immédiatement dénoncée par son oncle. Le jeune prince annonce qu’il prépare la résistance contre l’intervention des Autrichiens dans le Piémont mais il se réfugie à Novare puis à  Modène. Les forces constitutionnelles cherchent également à tenir tête aux Autrichiens et aux légitimistes mais ils sont battus à  Novare. Charles-Félix fait emprisonner de nombreux patriotes et la révolte semble s’apaiser.
Victor-Emmanuel Ier et son successeur Charles-Félix de Savoie sont les fils de Victor-Amédée III de Sardaigne. Victor-Emmanuel Ier a seulement des filles et Charles-Félix n’a pas d’enfant. La succession de la maison de Savoie devient donc une affaire qui intéresse l’Autriche qui voit la possibilité d’imposer son pouvoir sur ses États si jamais Victor-Emmanuel Ier choisit comme successeur le prince François IV d'Este, apparenté aux Habsbourg. En fait, Victor-Emmanuel Ier choisit Charles-Albert, de la branche des Savoie-Carignan, qui devient roi de Piémont-Sardaigne en 1831.

## Vers l'unité italienne
En 1848, avec l'insurrection de Milan, Charles-Albert s’engage contre l’Autriche au cours de la première guerre d’indépendance. Des soldats d’autres États italiens, Toscans, Romains, Napolitains, interviennent  aux côtés de l’armée sarde, désireux de libérer les territoires asservis.
Au début, les Sardes obtiennent des succès importants, bataille de  Monzambano, Valleggio et Pastrengo mais ils avancent lentement, une colonne pénètre dans Milan mais ne poursuit pas les Autrichiens en fuite.
Charles-Albert assiège Peschiera, une des quatre villes du quadrilatère. L'attaque du feldmarschall Joseph Radetzky se solde par la défaite autrichienne lors de la bataille de Goito (30 mai). Le même jour, Peschiera se rend. Charles-Albert, tergiverse encore une fois et le feld-maréchal  autrichien réussit à reconquérir la place-forte vénitienne.
À l’issue du retrait des troupes pontificales et napolitaines, le Piémont est seul à affronter l’Autriche et il est battu lors de la bataille de Custoza. Les troupes sardes doivent se replier et elles sont encore battues à  Novara. Charles-Albert signe l’armistice et part en exil à Oporto. Le jeune Victor-Emmanuel II de Savoie lui succède.
Après la défaite, le Piémont cherche à réactiver son économie. Massimo d'Azeglio, président du conseil, approuve les lois Siccardi qui abolissent les privilèges dont bénéficie le clergé. Le Piémont cherche à se moderniser et un grand pas en avant est donné par Camillo Benso, comte de Cavour, président du conseil depuis 1852. Conscient du retard accumulé par le royaume de Sardaigne au regard des autres pays européens, Cavour entreprend une série de réformes institutionnelles, administratives et économiques qui comprennent entre autres, la naissance d’importantes institutions d’aide, la suppression des droits de douane, le financement des industries, la création des voies ferrées, la construction de navires. La société piémontaise s’insère dans le mouvement culturel et économique de la bourgeoisie européenne grâce aussi à la présence dans le Piémont de nombreux exilés de tous les États d’Italie.
 Pour se rapprocher des grandes puissances sur le plan militaire, Cavour obtient du roi que les soldats sardes combattent en Crimée, il  participe ainsi au congrès de Paris en qualité de vainqueur.

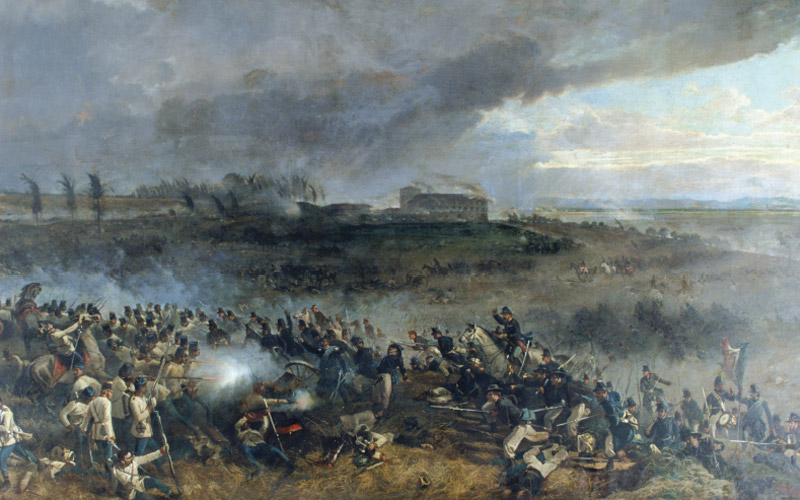
Bataille de San Martino (Museo del Risorgimento, Turin).

L’État modernisé et l’armée renforcée, le Piémont avec le tacite appui de Napoléon III se prépare à reprendre les combats. Il amasse sur le Tessin les troupes, attendant que l’Autriche se sentant menacée attaque en premier ce qui engagerait les Français à lui apporter assistance. Le piège fonctionne et les Autrichiens sont repoussés au cours de la bataille de Montebello et à Magenta. Le 24 mai, les Autrichiens sont successivement battus à Solférino et à San Martino, pendant que Giuseppe Garibaldi marche vers la Vénétie. Celui-ci est obligé de s’arrêter après le refus de Napoléon III de poursuivre le conflit. À la suite du traité de paix, la Lombardie passe au Piémont. 
Rapidement d’autres nations de l’Italie centrale, Parme, Modène, sont annexées au nouveau Royaume d’Italie par plébiscites. Désormais la nouvelle nation comprend toutes les terres, du Piémont aux Marches. La Savoie et Nice sont cédées à la France en contrepartie de son intervention aux côtés du Piémont.
Garibaldi, entre-temps en 1860, a débarqué à Palerme et il a conquis la Sicile. Il traverse avec ses chemises rouges le détroit de Messine et rejoint la Calabre. La faible résistance des Bourbon s’essouffle vite et de nombreuses villes s’insurgent en sa faveur. À Turin, Victor-Emmanuel II décide de rejoindre Garibaldi. Le  7 septembre Garibaldi entre dans  Naples. Peu après, Victor-Emmanuel II rencontre le général niçois à Vairano Patenora, prenant ainsi possession de l’entière Italie méridionale.

## De l’unité italienne aux premières années duXXesiècle
Les années qui suivent l’unité italienne de 1861 sont un moment de grands développements de la société piémontaise, il en est ainsi de l’Italie entière. Les bersaglieri occupent Rome seulement en 1870, et pendant cinq ans, Turin reste la capitale du nouveau royaume, jusqu’en 1865 avant d’être abandonnée en faveur de Florence.
Ceci s’accompagne d’un mécontentement de la population habituée à vivre dans une capitale qui prend de l’ampleur économiquement. Les liens avec la France sont renforcés par un traité commercial en 1863 et l’ouverture du tunnel ferroviaire du Fréjus en 1871. Mais la nouvelle poussée protectionniste et la longue dépression économique qui touche l’Europe occidentale à la fin du XIXe siècle renverse la situation et amorce une récession qui accentue le mal être social et politique, surtout à Turin.
Turin réagit cependant avec un nouveau programme de réformes libérales et de modernisations technologiques qui permet le lancement de l’économie industrielle. Devenue le siège des principales industries et sociétés italiennes, Turin se transforme en une ville ouvrière, accroissant sa superficie et créant de grands quartiers ouvriers. Au début du XXe siècle, Turin atteint le million d’habitants et devient la ville la plus peuplée d’Italie.
Beaucoup d’autres villes piémontaises voient croître leur population de manière importante, le plus souvent par la venue de nouveaux habitants du sud de l’Italie à la recherche de travail. La FIAT, la principale industrie piémontaise et italienne, est créée en 1899. Dans le chef-lieu piémontais, le football, la mode, la radio, le téléphone et la télévision font leur première apparition. L'architecte Alessandro Antonelli érige le monument devenu le symbole de Turin, la Mole Antonelliana.
Pour améliorer les conditions de vie souvent misérable des ouvriers des nouvelles industries, des « saints sociaux » apparaissent, en particulier Saint Jean Bosco, qui crée dans la zone de Valdocco, à Turin, son œuvre salésien qui s’étend de par le monde. Saint Giuseppe Benedetto Cottolengo,  Francesco Faà di Bruno, Saint Joseph Cafasso et Saint Giuseppe Marello sont des autres personnages religieux du Piémont de ces années.
Le Piémont fournit aussi quelques-uns des plus importants ministres de l’Italie unifiée comme Quintino Sella et Giovanni Giolitti : le processus d’intégration des nouveaux États (piemontesizzazione) impose au gouvernement national des hommes politiques et des parlementaires en grande partie piémontais qui organisent l’État italien selon le modèle sarde.
Politiquement, l'industrialisation permet la croissance du Parti socialiste à Turin et dans les zones caractérisées par une importante présence de salariés agricoles, comme la région d'Alexandrie, de Verceil alors que les autres régions restent en majorité d'orientation catholique modérée.

## Le Piémont entre les deux guerres
À la veille de la Première Guerre mondiale, le Piémont est en grande partie neutre ce qui n'empêche pas à la FIAT de fournir le matériel de guerre et c'est pour cette raison que, pendant la Seconde Guerre mondiale, Turin est régulièrement bombardée par les Alliés.
Pendant la Seconde Guerre mondiale, le Piémont est le siège de groupes de résistance : le Val Chisone, le Val d'Ossola, le Langhe et le Montferrat sont les centres les plus actifs de la résistance piémontaise. L'armée allemande de son côté commet des représailles et exactions dans les campagnes, endommageant certaines grandes villes comme Novare et Alexandrie.  De grands écrivains piémontais comme Cesare Pavese et Beppe Fenoglio évoque la résistance dans la campagne.
À la fin de la guerre, l’Italie doit céder quelques zones de la terre piémontaise à la France comme cela est établi par le traité de Paris, 718 km2 comprenant Tende et La Brigue.

## Une région dans l’Italie républicaine

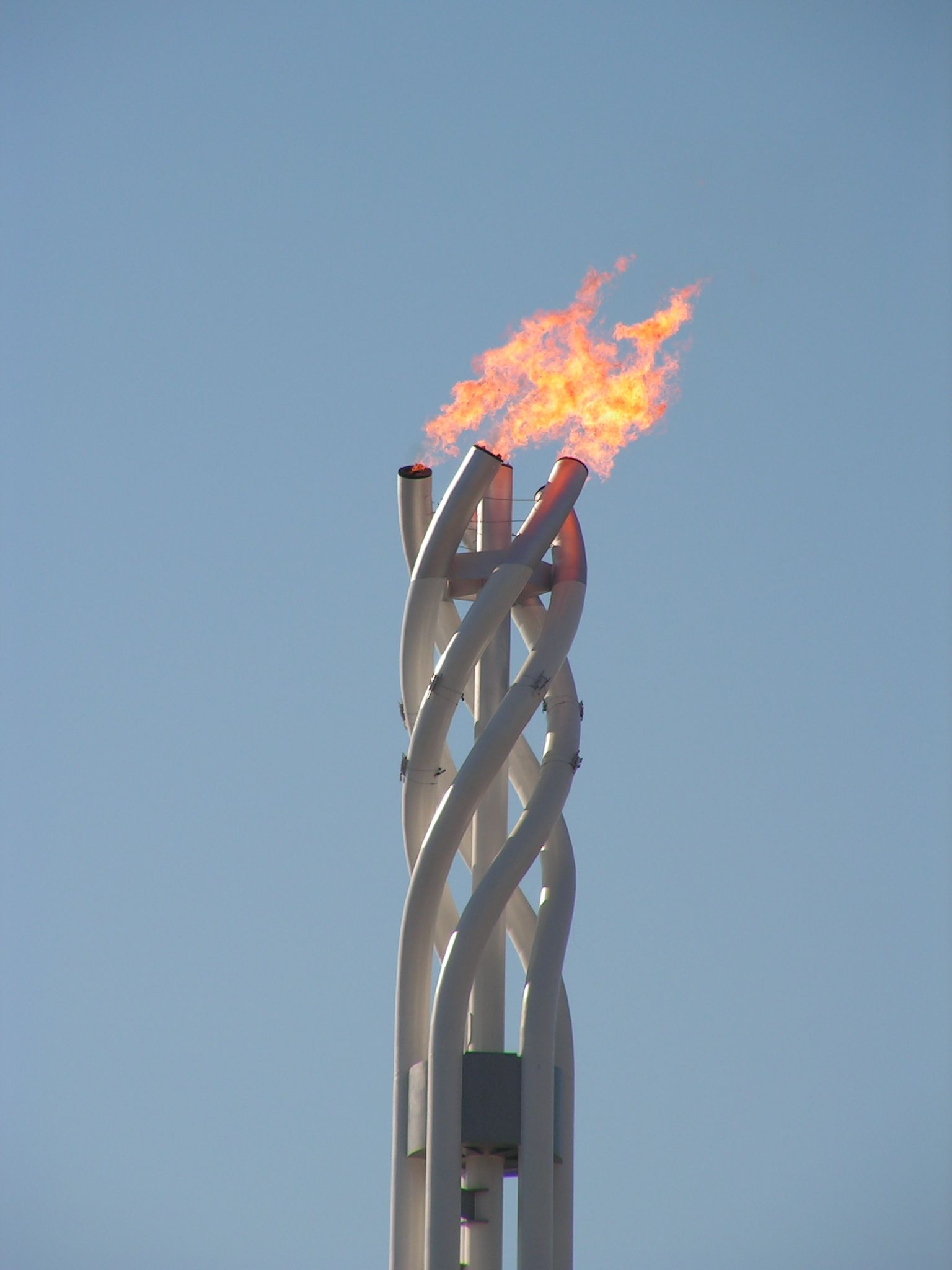
Les Jeux olympiques d’hiver, Turin 2006

À la suite du référendum de 1946 qui donne naissance à la République italienne, le Piémont devient une région de la nouvelle république.
Après guerre, le poids de l’industrie dans l’économie piémontais augmente encore, avec FIAT, et d’autres sociétés à Ivrée dont Olivetti et dans la province de Coni, la principale étant Ferrero. Au même moment, l’agriculture traverse de profondes transformations, avec l’augmentation de la mécanisation, la mise en œuvre de nouvelles cultures et la spécialisation dans des produits de qualité destinés en grande partie à l’exportation, en particulier la viticulture et dans les provinces septentrionales, le riz.
Dans les  années 1960, avec l’ouverture des tunnels du Mont-Blanc et du Grand-Saint-Bernard, la région se trouve intégrée dans les voies de communications européennes et peut ainsi accroître ses exportations.
À partir des années 1980 non seulement Turin mais tout le territoire régional voit augmenter la présence d’émigrés étrangers provenant surtout d’'Afrique septentrionale et de l'Europe orientale : la communauté roumaine du Piémont est la plus importante d’Italie.
Au cours de dernières années du XXe siècle,  avec la disparition d’Olivetti, la crise de l’industrie mécanique turinoise et le déclin de l’industrie textile, la région a perdu de la compétitivité dans le secteur industriel et cherche à y remédier en faisant la promotion du tourisme, non seulement celui de la montagne qui a reçu le soutien des jeux olympiques d’hiver mais aussi de la culture et de la gastronomie.
En 1992 deux nouvelles provinces sont créées, celles de Biella et de  Verbano-Cusio-Ossola.
En 2006 les XXeJeux olympiques d'hiver se sont déroulés dans le Piémont valorisant les patrimoines environnementaux et artistiques de la région. En même temps que les Jeux, des œuvres publiques telles que le métropolitain de Turin, prévu depuis cinquante ans, est réalisé.
Actuellement le Piémont est le centre de la contestation du parcours de la voie ferrée à grande vitesse dont le tracé d’origine qui traverse la région entière d’Est en Ouest est durement contesté par des mouvements écologiques et le projet est en discussion.
La région Piémont compte 4 300 000 habitants (2 800 000 en 1861) sur une surface de 25 399 km², ce qui en fait la seconde région italienne pour la superficie après la Sicile.